# 井上陽公
井上 陽公（いのうえ ひたか、2001年10月27日 - ）は、ジャパンラグビーリーグワンマツダスカイアクティブズ広島に所属するラグビー選手。

## プロフィール
- 京都府出身[1]。
- ポジションはスタンドオフ(SO)。
- 身長 175cm、体重 79kg。
- 愛称はヒタカ。

## 略歴
勧修小学校でタグラグビーを始めて、勧修中学校からラグビーを始めた。
2020年、京都工学院高校卒業後、帝京大学に入る。
2024年、帝京大学卒業後、マツダスカイアクティブズ広島に加入。同年12月21日に行われたJAPAN RUGBY LEAGUE ONE第1節レッドレグリオンズ戦に先発出場でリーグワン公式戦初出場を果たした。

## 受賞歴

### ジャパンラグビーリーグワン
- 2024-25ベストキッカー(DIVISION 3)